# 昭和58年7月豪雨
昭和58年7月豪雨（しょうわ58ねん7がつ ごうう）は、1983年（昭和58年）7月に発生した水害（豪雨災害）である。
激甚災害指定。気象庁は7月20日から23日までの大雨に対してこの名前を命名したが、気象庁ホームページを参照し29日までのデータを記載する。

## 概要
この災害は、日本海側の広い範囲で降った梅雨の期間中に島根県の浜田市を中心とした山陰地方西部で局地的な集中豪雨が発生したことにより起こったものである。最大1時間降水量は浜田市91.0mm、最大1日降水量は浜田市331.5mm。この地域の中小河川はほぼすべて大氾濫し、山崩れが起こった。
島根県の石見地方で災害が発生した7月23日はその前年の1982年（昭和57年）に長崎大水害が起こっており、2つの災害は日付および気候条件は同じで、発生した災害内容に類似点が多く見られた。
なお、この1983年は5月日本海中部地震、7月この豪雨災害、9月昭和58年台風第10号と大規模な災害が続いた年でもあった。この災害からの復旧最中である1988年（昭和63年）には、全く同じ場所である中国地方西部を昭和63年7月豪雨が襲うことになった。

## 降水
大まかな流れは以下のとおり。
- 5月下旬 : 梅雨前線北上、九州南部で梅雨入り[3]。
- 6月
  - 中旬 : 本州梅雨入り[3]。
  - 下旬 : 日本南海上に前線が停滞[3]。
- 7月
  - 初旬 : 前線北上、九州地方を中心に各地で大雨そしてがけ崩れが発生、北日本では寒気[3]。
  - 7日 - 14日 : 北日本に加え東日本でも低温となり、これにより前線が日本南海上にまで南下[3]。
  - 15日 - 19日 : 太平洋高気圧が強まったことから、前線北上、典型的な梅雨末期の状況となる[4]。
  - 19日 - 20日 : 日本海上に低気圧が発生し東進、これにより前線が山陰沿岸まで南下し活発な活動となる[4]。
  - 21日 : 低気圧の東進に伴い、前線は瀬戸内海側まで南下[4]。
  - 22日 : 再び山陰沿岸まで北上しそのまま停滞[4]。
    - 22日夜から23日朝 : 前線北の山陰沖を低気圧が通り、前線南の日本南海上から暖湿流が流れこんだため、島根県西部を中心とした中国地方西部で集中豪雨発生[1][5]。

  - 24日 - 25日 : 前線北上、長野県北部で大雨[1]。
  - 26日 - 27日 : 前線北上、北陸・東北地方で大雨[1]。

|      |              | 期間  | 1日   | 1日  | 1時間 | 1時間 |
| 量   | 日付         | 期間  | 量    | 日付 |       |       |
| ---- | ------------ | ----- | ----- | ---- | ----- | ----- |
| 新庄 | 山形県新庄市 | 178.0 | 142.5 | 26   | 43.5  | 26    |
| 高山 | 岐阜県高山市 | 189.0 | 53.0  | 25   | 14.5  | 25    |
| 高田 | 新潟県上越市 | 246.0 | 83.5  | 25   | 27.5  | 25    |
| 富山 | 富山県富山市 | 332.5 | 86.5  | 20   | 24.5  | 22    |
| 伏木 | 富山県高岡市 | 327.5 | 89.5  | 20   | 30.0  | 27    |
| 金沢 | 石川県金沢市 | 298.0 | 73.0  | 21   | 35.0  | 24    |
| 福井 | 福井県福井市 | 250.0 | 97.0  | 24   | 42.0  | 24    |
| 敦賀 | 福井県敦賀市 | 179.0 | 65.5  | 21   | 21.5  | 21    |
| 津山 | 岡山県津山市 | 251.5 | 91.0  | 23   | 33.5  | 21    |
| 松江 | 島根県松江市 | 208.5 | 90.5  | 22   | 26.0  | 22    |
| 西郷 | 島根県西郷町 | 195.0 | 97.5  | 22   | 28.5  | 24    |
| 浜田 | 島根県浜田市 | 521.5 | 331.5 | 23   | 91.0  | 23    |
| 米子 | 鳥取県米子市 | 170.0 | 58.5  | 22   | 16.5  | 22    |
| 境   | 鳥取県境港市 | 197.0 | 91.5  | 22   | 20.0  | 22    |
| 萩   | 山口県萩市   | 159.0 | 99.0  | 21   | 27.0  | 21    |
| 厳原 | 長崎県厳原町 | 210.5 | 162.5 | 21   | 34.0  | 21    |

## 被害
以下、防災科学技術研究所がまとめた中国地方各県の主な被害状況を示す。
|           |          | 山口 | 島根  | 広島 | 岡山 | 鳥取 |  | 計    |
| --------- | -------- | ---- | ----- | ---- | ---- | ---- |  | ----- |
| 人的 (人) | 死者     | 5    | 103   | -    | -    | 1    |  | 109   |
| 人的 (人) | 行方不明 | -    | 4     | -    | -    | -    |  | 4     |
| 人的 (人) | 負傷者   | 3    | 159   | 2    | -    | -    |  | 164   |
| 家屋 (戸) | 全壊     | 21   | 939   | 5    | -    | -    |  | 965   |
| 家屋 (戸) | 流失     | -    | 125   | 2    | 1    | -    |  | 128   |
| 家屋 (戸) | 半壊     | 19   | 1,977 | 3    | 1    | -    |  | 2,000 |
| 家屋 (戸) | 床上浸水 | 311  | 6,953 | 71   | 51   | -    |  | 7,386 |
| 家屋 (戸) | 床下浸水 | 702  | 7,043 | 281  | 4    | -    |  | 8,030 |

このように、この災害は特に島根県で多大な被害が発生したものであり、以下はそれに絞っている。

### 被害概況
20日から始まった大雨は23日未明からピークとなり、中国地方西部で豪雨災害が発生し特に（旧）浜田市・那賀郡三隅町（現：浜田市三隅）・益田市と県西部で被害が集中した。最大1時間降水量は浜田市23日0時40分から1時40分で91mm、益田市23日6時から7時で90mm。20日0時から23日24時までの4日期間降水量は日本海側ではなく中国山地沿いが多く、軒並み500mmを超えている。
島根県では、この豪雨の11年前である1972年昭和47年7月豪雨で県災害史上最大級の被害にあっているが、県西部に限れば、総降水量は昭和47年豪雨の方が多かったが1時間降水量はこの昭和58年豪雨の方が多かったこと、降水が集中したのが昭和47年豪雨では昼過ぎでこの昭和58年豪雨が夜から朝であったことから、県西部にとっては昭和58年豪雨が戦後最大規模の洪水災害となった。
この地は中国山地の北側にあり、そのほとんどが丘陵地で日本海沿岸まで丘陵が迫っている。そこへ江の川・高津川の一級河川や中小河川が山地率9割つまり狭い谷をぬって流れ、河口部は沖積平野を形成している。こうした地形から、インフラストラクチャーの多大な被害によって分断され陸の孤島と化した場所が点在し、救護活動に海路をも頼ることになった。

### インフラ
- 国道（国道9号・国道54号・国道186号・国道191号・国道261号・国道315号・国道433号）をはじめとする道路が土砂崩れ・冠水・橋の流出などで分断[11]。全面通行可能となったのは17日後の8月8日[11]。
- 国鉄山陰本線温泉津駅-奈古駅、三江線全線、山口線石見横田駅-益田駅間が不通[12]。そのほとんどが8月までには復旧したが、浜田駅-益田間は更に時間を要した[12]。
- 電力は、全体で49,840戸停電[13]。変電所の浸水により復旧に時間がかかった[13]。
- 水道は、36,000戸が断水[13]。いくつかの水源が被災したことにより被害が拡大した[13]。

### 洪水災害
特に顕著だったのが、豪雨域にあった敬川および三隅川・益田川・浜田川を含めた二級河川で、軒並み最高水位を更新し氾濫し、三隅町・益田市そして浜田市の市街地は深刻な浸水被害を引き起こした。洪水調整のダムは、浜田ダムや発電目的の周布川ダム・長見ダムなどある程度機能していたものもあれば、木都賀ダム・嵯峨谷ダム・大峠ダム・笹倉ダムなどは貯水量の問題により機能しなかったものもある。これらには想定外の降水量だったこと、また浜田ダムでは豪雨ピークが2度来たため洪水調整がうまく作用しなかったことなど、二級河川の洪水対策の難しさが浮き彫りとなった。
一方で一級河川は、江の川水系では本川下流つまり江津市付近と支川やその合流地点で氾濫し、高津川水系に至っては洪水はなかった。つまり、益田市の洪水は高津川ではなく益田川によって起こったものである。

### 土砂災害
島根県内での死者・行方不明者の8割強である91人が土砂災害により犠牲になった。
この土砂災害の特徴はその大部分が山崩れ・がけ崩れであり、土石流は全体的に少なくしかも山崩れに伴う2次的なものだったことである。そして、山崩れが起きた場所は樹木伐採跡地やまだ樹木が未発達な若年生の林地に多く発生したことも挙げられる。これは昭和30年代に家庭用燃料が木材からプロパンガスに切り替わったため、山地森林に対する手入れが行われなくなり、治山整備が不十分だったことを意味する。前述の通り、この地においては昭和47年豪雨の時よりもこの昭和58年豪雨の方が強い集中豪雨であったため、先の豪雨で発生しなかった土砂災害がこの豪雨では発生してしまった。
死者10人以上を出した地点は、浜田市穂出町中場地区山崩れ、三隅町岡見須津地区がけ崩れ、三隅町室谷赤漬地区土石流。

## 参考資料
- 「1983年７月梅雨前線による島根豪雨　災害現地調査報告」（PDF）『主要災害調査　第24号』、防災科学技術研究所、2014年10月8日閲覧。